# Epierus regularis
Epierus regularis är en skalbaggsart som först beskrevs av Palisot de Beauvois 1818.  Epierus regularis ingår i släktet Epierus och familjen stumpbaggar. Inga underarter finns listade i Catalogue of Life.